# Кемак (язык)

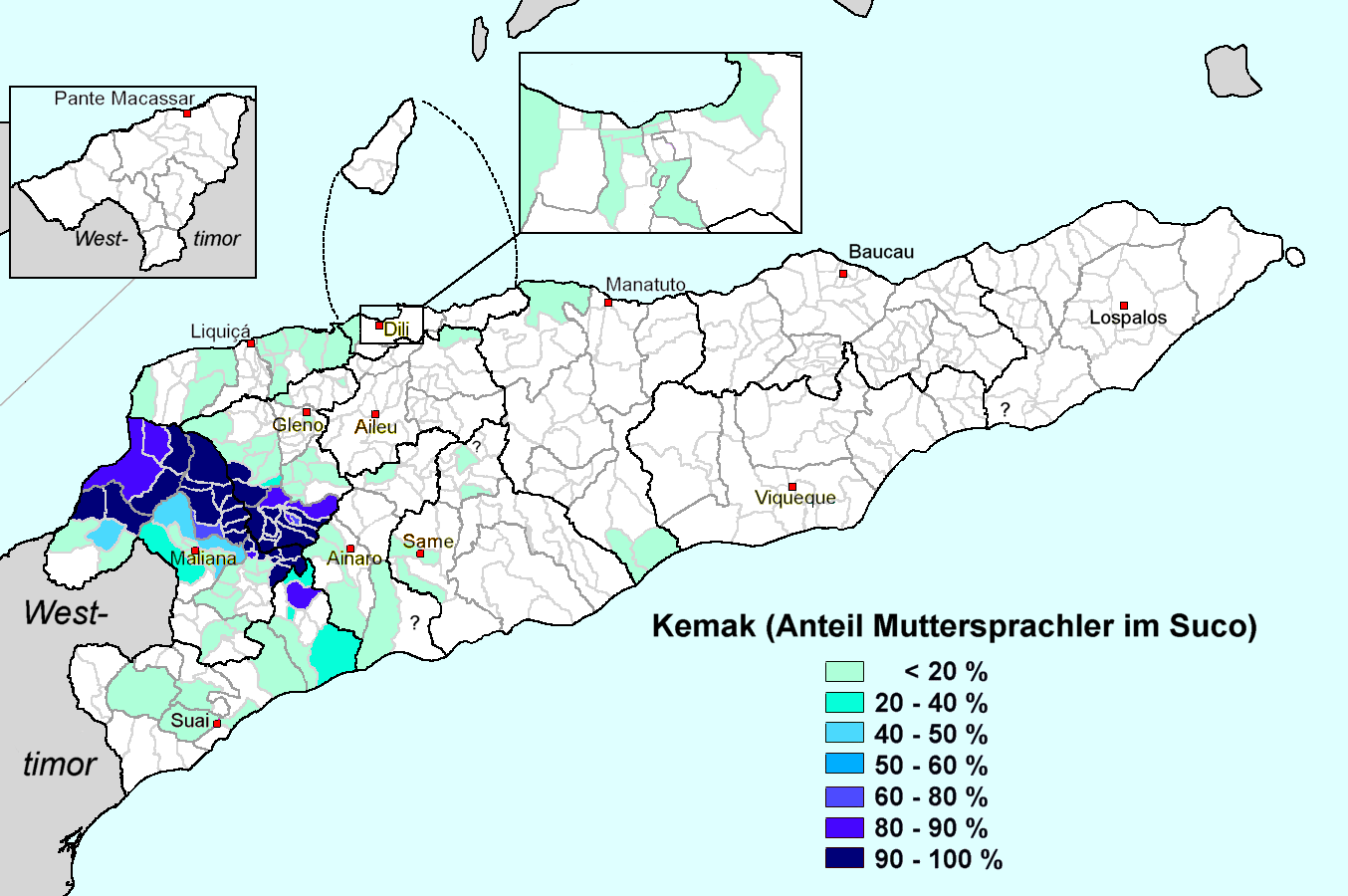
Языковая карта острова Тимор

Кемак (эма) — язык, на котором говорит народ кемак в северо-западной части Восточного Тимора, преимущественно в округах Бобонару и Эрмера. Распространён также в прилегающих районах по другую сторону индонезийской границы. Число носителей в Восточном Тиморе по данным на 2010 год составляет 61 969 человек.
Относится к ядерно-тиморской группе австронезийской языковой семьи. Среди наиболее близкородственных языков: токодеде и мамбаи. Согласно конституции страны имеет статус национального языка.
Числительные от 1 до 10:
- 1 — sia
- 2 — rua
- 3 — telu
- 4 — pata
- 5 — lima
- 6 — neme
- 7 — icu
- 8 — balu
- 9 — sibe
- 10 — sapulu